# Rihanna
Rihanna, właśc. Robyn Rihanna Fenty (ur. 20 lutego 1988 w Saint Michael) – barbadoska piosenkarka, modelka, aktorka, aktorka głosowa, autorka tekstów piosenek, raperka, tancerka, projektantka mody, filantropka, businesswoman oraz ambasadorka Barbadosu.

## Osiągnięcia
Oba jej pierwsze albumy, tj. Music of the Sun (2005) oraz A Girl Like Me (2006), uplasowały się w Top 10 zestawienia magazynu Billboard. Z tych albumów duży komercyjny sukces odniosły piosenki „Pon de Replay” oraz „SOS”, który był pierwszym singlem w karierze artystki, który uplasował się na 1. miejscu listy Billboard Hot 100. Stała się powszechnie znana po wydaniu singla „Umbrella” pochodzącego z krążka Good Girl Gone Bad (2007). Album (oraz jego reedycja z 2008) był nominowany do dziewięciu nagród Grammy, wygrywając kategorię „Najlepsza współpraca rapowa/śpiewana”. W latach 2009–2012, po nagłośnionej w mediach kłótni ze swoim ówczesnym chłopakiem Chrisem Brownem, co roku wydawała jeden album: Rated R (2009), Loud (2010), Talk That Talk (2011) i Unapologetic (2012), który stał się jej pierwszym albumem notowanym na pierwszym miejscu listy Billboard 200. Każdy z albumów pokrył się platyną. Pochodziły z nich przeboje, takie jak: „Rude Boy”, „Only Girl (In the World)”, „What's My Name?”, „S&M”, „We Found Love”, „Where Have You Been” i „Diamonds”. Po odejściu z dotychczasowej wytwórni Def Jam wydała album pt. ANTI (2016), który promowała przebojowym singlem „Work” i z którym dotarła do pierwszego miejsca na liście Billboard 200. 
W 2012 zadebiutowała jako aktorka rolą w filmie Battleship: Bitwa o Ziemię. 
Laureatka dziewięciu nagród Grammy, pięciu American Music Awards, 22 nagród Billboard Music Awards i dwóch Brit Awards. Sprzedała ponad 250 milionów płyt na całym świecie, co daje jej w tej chwili drugie (po Madonnie) miejsce na liście najlepiej sprzedających się artystek wszech czasów. Jest najmłodszą solową artystką oraz drugą (po Mariah Carey), z największą ilością singli, które osiągnęły szczyt amerykańskiej listy Billboard Hot 100, mając na koncie 14 utworów, na pierwszym miejscu. „Billboard” uznał ją za najlepszą, w pierwszej dekadzie XXI wieku, artystkę muzyki oferowanej na nośnikach cyfrowych (Digital Songs Artist), jednocześnie plasując ją na 17. miejscu w ogólnym zestawieniu. W 2012 „Time” zaliczył ją do grona 100 najbardziej wpływowych ludzi na świecie. W tym samym roku „Forbes” uznał Rihannę za czwartego najbardziej znaczącego celebrytę, z zarobkami w wysokości 53 milionów dolarów między majem 2011 a majem 2012. 29 marca 2013 uznana została za najbardziej wpływowego artystę w Wielkiej Brytanii. Ponadto stała się dominującą postacią w mediach społecznościowych i w mediach strumieniowych: z 81 milionami fanów jest jedną z najpopularniejszych osób na Facebooku, jest też najczęściej oglądanym artystą nagraniowym na YouTube (na oficjalnym kanale zebrała dotychczas ponad 21 mln odsłon pod teledyskami) oraz czwartą użytkowniczką Twittera pod względem liczby fanów. 7 marca 2013 Spotify okrzyknął ją najczęściej strumieniowym artystą na świecie, ponadto w 2023 zajęła szóste miejsce w rankingu najczęściej słuchanych artystów na tej platformie. W 2023 piosenka „Lift Me Up" przyniosła jej pierwszą nominację do Oscara oraz Złotego Globu. 
20 września 2018 została mianowana ambasadorem nadzwyczajnym edukacji, turystyki oraz inwestycji Barbadosu. 30 listopada 2021, wraz z dniem, w którym Barbados stał się republiką, Rihanna odznaczona została Orderem Bohaterów Narodowych, który do końca życia upoważnia ją do używania tytułu „The Right Excellent” przed jej imieniem i nazwiskiem.
W 2022 roku została najmłodszą „self-made" miliarderką w USA. Jej majątek został oszacowany na 1,4 miliarda dolarów, a w 2025 spadł do 1 miliarda.

## Życiorys

### Dzieciństwo i edukacja

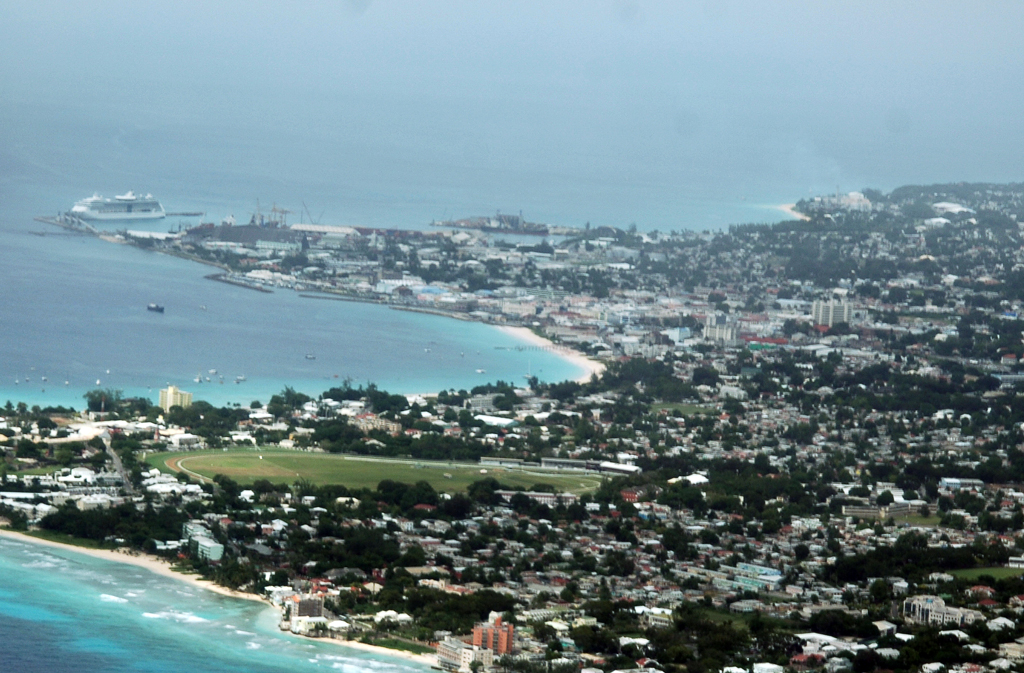
Rihanna dorastała w Bridgetown na Barbadosie. Obecnie jest honorowym ambasadorem Barbadosu do spraw kultury i młodzieży.

Rihanna urodziła się 20 lutego 1988 w Saint Michael, na Barbadosie, jako Robyn Rihanna Fenty, córka Moniki Braithwaite, księgowej, i Ronalda Fenty’ego, kierownika magazynu w fabryce odzieży. Jej matka z pochodzenia jest Gujanką a ojciec ma korzenie barbadoskie i irlandzkie. Monica i Ronald Fenty mają razem troje dzieci: najstarszą Robyn Rihannę oraz Rorreya i Rajada Fenty. Rihanna ma także dwie siostry przyrodnie i brata od strony ojca, wszyscy urodzeni przez różne matki przed poślubieniem matki Rihanny. Dorastała słuchając muzyki reggae, a zaczęła śpiewać w wieku około siedmiu lat. Jej dzieciństwo było naznaczone uzależnieniem jej ojca od kokainy, alkoholu i marihuany. Małżeństwo rodziców zakończyło się, gdy Rihanna miała 14 lat.
Dorastała w skromnym trzypokojowym bungalowie w Bridgetown, gdzie wraz z ojcem sprzedawała ubrania na ulicznym straganie. Uczęszczała do szkoły podstawowej Charlesa F. Broome’a na Barbadosie, a następnie do Combermere School, gdzie założyła trio muzyczne ze znajomymi z klasy. Była wojskowym kadetem w rezerwowo-militarnym programie. Trenowała z wojskiem Barbadosu i Shontelle, która była jej instruktorem musztry. Pomimo planów ukończenia szkoły średniej, zdecydowała się przerwać naukę, ponieważ kariera muzyczna wymagała poświęcenia czasu.

## Kariera zawodowa

### 2003–2005: Początki
W grudniu 2003, dzięki wspólnemu przyjacielowi, Rihanna poznała amerykańskiego producenta muzycznego Evana Rogersa. Piosenkarka i dwóch członków jej zespołu wzięli udział w przesłuchaniu zorganizowanym przez Rogersa. Producent powiedział, że „w chwili, gdy Rihanna weszła do pokoju, dwie poprzednie dziewczyny przestały istnieć”. Podczas castingu Rogersa zaśpiewała cover utworu Emotion Destiny’s Child. Rihanna zrobiła wrażenie na producencie i zaprosił ją na drugie spotkanie, podczas którego zaproponował jej nagrywanie wspólnie z Carlem Sturkenem w ich studiu w Nowym Jorku. W wieku 16 lat została miss szkoły i wygrała szkolny talent show z piosenką Mariah Carey Hero. Przez następny rok Rihanna często podróżowała do domu Rogersa w Stamford, w stanie Connecticut. Z pomocą Sturkena nagrała cztery utwory demo, m.in. cover Whitney Houston Last Time i jej pierwszy przebój Pon De Replay. Następnie Rihanna powróciła do szkoły, a nagrywaniem utworów zajmowała się tylko w czasie wakacji i podczas Bożego Narodzenia.
W styczniu 2005 Rogers rozpoczął rozsyłanie nagranych wcześniej demo Rihanny do wytwórni płytowych. Kopia demo trafiła do studia Def Jam, gdzie Jay Brown, jeden z personelu A&R, usłyszał ją i przedstawił prezesowi wytwórni, Jayowi-Z. Gdy Jay-Z usłyszał Pon de Replay, początkowo był sceptyczny. Uważał, że piosenka jest dla niej zbyt trudna. Def Jam jako pierwszy odpowiedział na wysłane demo i zaprosił Rihannę na przesłuchanie, gdzie zaśpiewała For the Love of You dla Jaya-Z i L.A. Reida z The Island Def Jam Music Group. W lutym 2005 piosenkarka podpisała kontrakt z wytwórnią i anulowała spotkania z innymi. W tym samym miesiącu przeniosła się do Stanów Zjednoczonych i zamieszkała z Rogersem i jego żoną. Jako swój pseudonim sceniczny wybrała swoje drugie imię, gdyż imię Rihanna jest dla niej etapem, który zaczął się w studiu nagraniowym w 2005.

### 2005–2006:Music of the SuniA Girl Like Me
Po podpisaniu kontraktu z Def Jam, Rihanna spędziła trzy miesiące w studiu nagraniowym, w celu zamknięcia swojego debiutanckiego albumu. Nad płytą pracowała z Evanem Rogersem, Carlem Sturkenem, z duetem Stargate i grupą Poke & Tone. Przed wydaniem albumu współpracowała z raperem Memphisem Bleekiem na jego czwarty studyjny album 534. 22 sierpnia 2005 ukazał się jej debiutancki singiel Pon De Replay, który zajął drugie miejsce na Billboard Hot 100 oraz na UK Singles Chart. Utwór stał się światowym hitem, zajmując pozycję w pierwszej dziesiątce w piętnastu krajach. Do końca 2005 utwór sprzedał się w nakładzie 3970 tys. egzemplarzy. Album Music of the Sun został wydany 30 sierpnia 2005 w Stanach Zjednoczonych, osiągając miejsce dziesiąte na Billboard 200, ze sprzedażą 69 tys. sztuk w pierwszym tygodniu. Ponadto płyta sprzedała się w ponad dwóch milionach egzemplarzy na całym świecie i została złotą płytą przez Recording Industry Association of America, z wynikiem ponad 500 tys. kupionych egzemplarzy w USA.

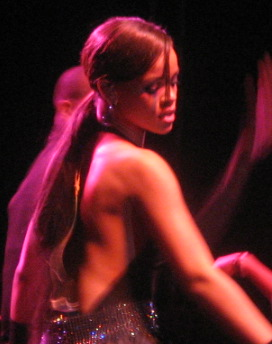
Rihanna podczas corocznego koncertu Jingle Ball organizowanego przez stację radiową KIIS-FM, 2005

Jej muzyka zawiera elementy reggae ze względu na jej karaibskie pochodzenia. Album otrzymał mieszane recenzje od krytyków muzycznych. Magazyn Rolling Stone przyznał 2,5 gwiazdki na 5 możliwych, za brak pomysłowości i rytmicznych singli z „ogólnym wokalem” amerykańskiego R&B i za brak „karaibskich uroków”. Sal Cinquemani ze Slant Magazine opisał album jako „nadmiar nastoletniego R&B”, a główny singiel Pon de Replay jako „dancehallową mieszankę pop seksowną i uwodzicielską zarazem jak Baby Boy Beyoncé. Recenzent dla Entertainment Weekly stwierdził, że „dancehallowo-R&B debiut jest wypełniony sztuczną produkcją, która blokuje Music of the Sun”. Drugi singiel If It’s Lovin’ That You Want osiągnął mniejszy sukces niż Pon de Replay, osiągając pozycję trzydziestą szóstą na Hot 100 i jedenastą w Wielkiej Brytanii. Utwór dobrze się przyjął w Australii, Irlandii i Nowej Zelandii debiutując na pozycji w pierwszej dziesiątce w tych krajach.
Miesiąc po wydaniu pierwszego albumu, wokalistka zaczęła pracę nad drugim. Produkcją zajęli się Evan Rogers i Carl Sturken, którzy wyprodukowali większość płyty, Stargate, J.R. Rotem i piosenkarz Ne-Yo. Podczas nagrywania albumu Rihanna występowała jako support dla Gwen Stefani, w celu promocji swojego albumu. Singiel SOS zadebiutował na szczycie Billboard Hot 100, stając się jej pierwszym numerem jeden w Stanach Zjednoczonych. Do końca 2006 utwór sprzedał się w nakładzie 4539 tys. egzemplarzy. A Girl Like Me został wydany w kwietniu 2006, mniej niż osiem miesięcy po ukazaniu się Music of the Sun. Album osiągnął piątą pozycję na liście Billboard 200, ze sprzedażą 115 tys. egzemplarzy w pierwszym tygodniu i został platynową płytą RIAA, dzięki sprzedaży ponad miliona egzemplarzy w Stanach. Na arenie międzynarodowej album zadebiutował na pozycji pierwszej w Kanadzie, piątej na UK Albums Chart w Wielkiej Brytanii i na Irish Albums Chart w Irlandii. Krytycy wydali mieszane recenzje. Magazynu Rolling Stone opisał album: „Podobnie jak jej debiutancki album zawierający wypełniacze, ten podobnie, mimo że lepszy nie dostarcza niczego jeszcze tak pomysłowego jak genialny, pierwszy singiel”. Album przedstawiono jako słoneczny dancehallowy dub-pop, zawierający także hip-hopowe natchnione klubowymi beatami utwory oraz skoncentrowane na pełnoletniości ballady.
Drugi singiel Unfaithful stał się hitem, osiągając pozycję w pierwszej dziesiątce w kilkunastu krajach na całym świecie, w tym w Stanach Zjednoczonych, gdzie osiągnął pozycję szóstą na Billboard Hot 100, a także znalazł się na szczycie notowania w Kanadzie, Francji i Szwajcarii. Do końca 2006 piosenka sprzedała się w nakładzie 4507 tys. kopii. Trzeci singiel We Ride nie osiągnął większego sukcesu, ale czwarty Break It off z gościnnym udziałem Seana Paula z pozycji pięćdziesiątej drugiej wskoczył na miejsce dziewiąte. Po wydaniu albumu Rihanna rozpoczęła swoją pierwszą trasę koncertową Rihanna: Live in Concert Tour, a następnie trasę Rock Block Tour. Koncertowała z The Pussycat Dolls w trasie PCD Album Promotional Tour od 12 listopada 2006 do 6 lutego 2007 w Europie. Wokalistka zadebiutowała także w filmie Dziewczyny z drużyny 3, gdzie zagrała siebie samą w roli drugoplanowej. Film został wydany na DVD 8 sierpnia 2006.

### 2007–2009: Nowy wizerunek iGood Girl Gone Bad
Z trzecim studyjnym albumem Good Girl Gone Bad, Rihanna chciała dokonać zmiany gatunku muzyki, zatrudniając tym samym producentów Timbalanda, will.i.ama i Seana Garretta, zmieniając kompozycję albumu ze świeżymi, danceowymi utworami. Przyjęła w tym celu, podczas nagrywania, bardziej buntowniczy wygląd, ścinając włosy i farbując je na czarno. Na temat albumu piosenkarka wypowiedziała słowa: „Chcę sprawić by ludzie tańczyli, ale także by byli smutni w tym samym czasie [...] Czujesz, że każdy album jest inny i [na razie] mam ochotę robić dużo szybszych [piosenek]”. Album osiągnął szczyt w krajach takich jak Wielka Brytania, Kanada, Japonia, Brazylia, Rosja i Irlandia, ponadto zadebiutował na pozycji drugiej w Stanach Zjednoczonych i Australii. Płyta w odróżnieniu od dwóch poprzednich, które łączyły dancehall, z reggae i balladami zawiera bardziej dance-popowe piosenki. Album otrzymał pozytywne recenzje od krytyków, stając się dotychczas najlepiej ocenianym wydawnictwem muzycznym w historii artystki.

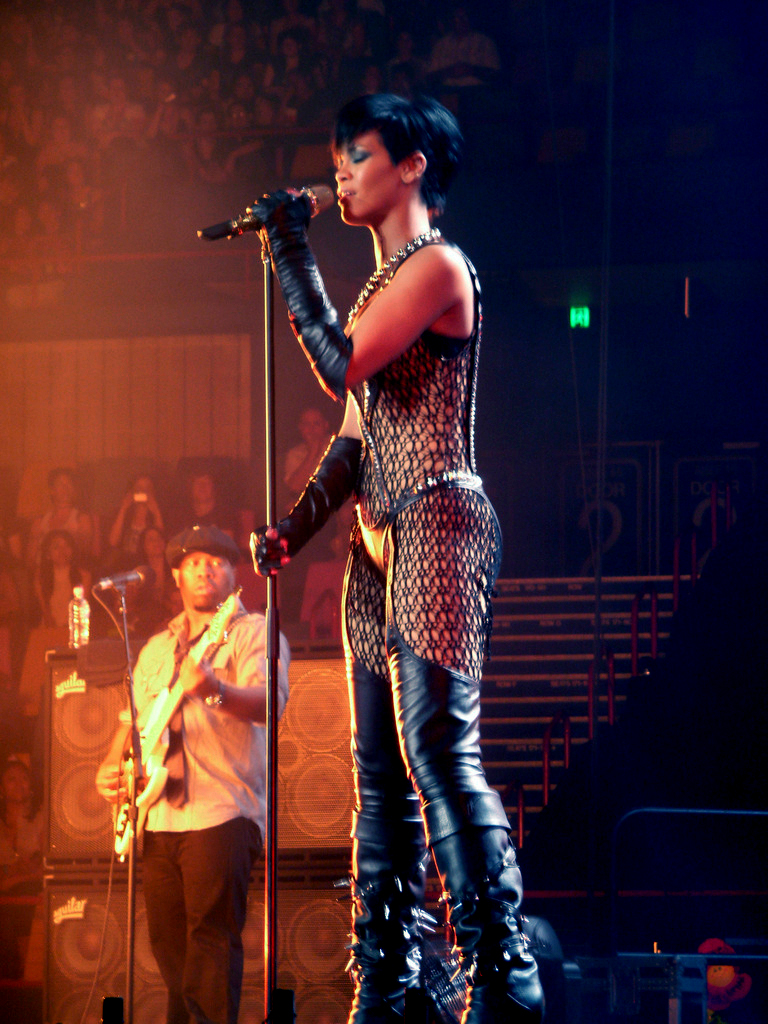
Rihanna podczas koncertu w Brisbane w 2008

Good Girl Gone Bad przyniósł cztery hity – wszystkie single osiągnęły pozycję w pierwszej trójce na Billboard Hot 100, w tym „Umbrella” z gościnnym udziałem Jaya-Z zadebiutowała na szczycie na prawie całym świecie. Oprócz uplasowania się na miejscu pierwszym w wielu krajach, „Umbrella” w Wielkiej Brytanii zajmowała najwyższe notowanie przez dziesięć kolejnych tygodni, stając się tym samym najdłużej znajdującym się numerem jeden na liście UK Singles Chart od czasów zespołu Wet Wet Wet z singlem „Love Is All Around”, który spędził na szczycie tej listy piętnaście tygodni w 1994 roku. Utwór znalazł się na miejscu trzecim najlepszych piosenek 2007 magazynu Rolling Stone oraz stał się najlepiej sprzedającym singlem 2007 ze sprzedażą 8160 tys. egzemplarzy. Następne trzy single „Shut Up and Drive”, „Don’t Stop the Music” i Hate That I Love You” wspięły się do pierwszej piętnastki w Stanach Zjednoczonych, z czego drugi z nich dotarł do pierwszej trójki w tym kraju. Ponadto „Don’t Stop the Music” znalazł się na pozycji pierwszej w Australii, Holandii, Francji, Niemczech i Szwajcarii oraz sprzedał się w 5853 tys. egzemplarzach. W 2007 na rozdaniu nagród American Music Awards, Rihanna zdobyła statuetkę w kategorii ulubiona artystka Soul/R&B.
Artystka ponownie wydała swój album o nowym tytule Good Girl Gone Bad: Reloaded w czerwcu 2008, zawierający trzy nowe utwory. Pierwszy singiel z reedycji, „Take a Bow” osiągnął pozycję pierwszą w Kanadzie, Wielkiej Brytanii i Stanach Zjednoczonych. Utwór ten w 2008 sprzedał się w nakładzie 4965 tys. sztuk. Duet z zespołem Maroon 5 „If I Never See Your Face Again” także został dodany do listy utworów, zaraz po piosence „Disturbia”, który dotarł do pierwszego miejsca w Stanach i Nowej Zelandii, a także do końca 2008 singiel ten kupiono 6 300 000 razy. W trakcie promocji wydawnictwa wokalistka nagrała z raperem o pseudonimie T.I. singiel „Live Your Life”, który zajął pozycję pierwszą na Hot 100, stając się jej piątym numerem jeden w Stanach, przed utworami „SOS”, „Umbrella” „Take a Bow” i „Disturbia” oraz w 2008 sprzedał się w nakładzie 3542 tys. egzemplarzy. To sprawiło, że Rihanna stała się jedną z dwóch wokalistek zawierających pięć numerów jeden na równi z Beyoncé. Ostatni singiel z płyty „Rehab” osiągnął pozycję w pierwszej trzydziestce na świecie, z czego szesnastą w Stanach. Remix albumu Good Girl Gone Bad: The Remixes został wydany w styczniu 2009. Wydawnictwo sprzedało się w ponad dwóch milionach sztuk w Ameryce, zostając dwukrotną platynową płytą RIAA i stając się najlepiej sprzedającym albumem Rihanny.
Piosenkarka została nominowana w czterech kategoriach nagród MTV Video Music Awards, wygrywając w Monsterze Roki i Teledysku Roku do singla „Umbrella” w 2007. W 2008 wokalistka otrzymała pierwszą nagrodę Grammy, w kategorii Najlepsza współpraca rapowo-wokalna, z pięciu otrzymanych nominacji. W celu promocji albumu artystka rozpoczęła 12 września 2007 trasę koncertową Good Girl Gone Bad Tour po Ameryce Północnej i Europie, a następnie trasę Glow in the Dark Tour z Kanye Westem, Lupe Fiasco i zespołem N.E.R.D 16 kwietnia 2008. Rihanna wygrała dwie nominację Ulubiona Artystka Pop/Rock i Soul/R & B w 2008 podczas American Music Awards. W grudniu 2008 Margeaux Watson z Entertainment Weekly napisała artykuł zatytułowany „Rihanna: Diva roku”, w którym nawiązał do jej przełomu w tymże roku.

### 2009–2010:Rated R

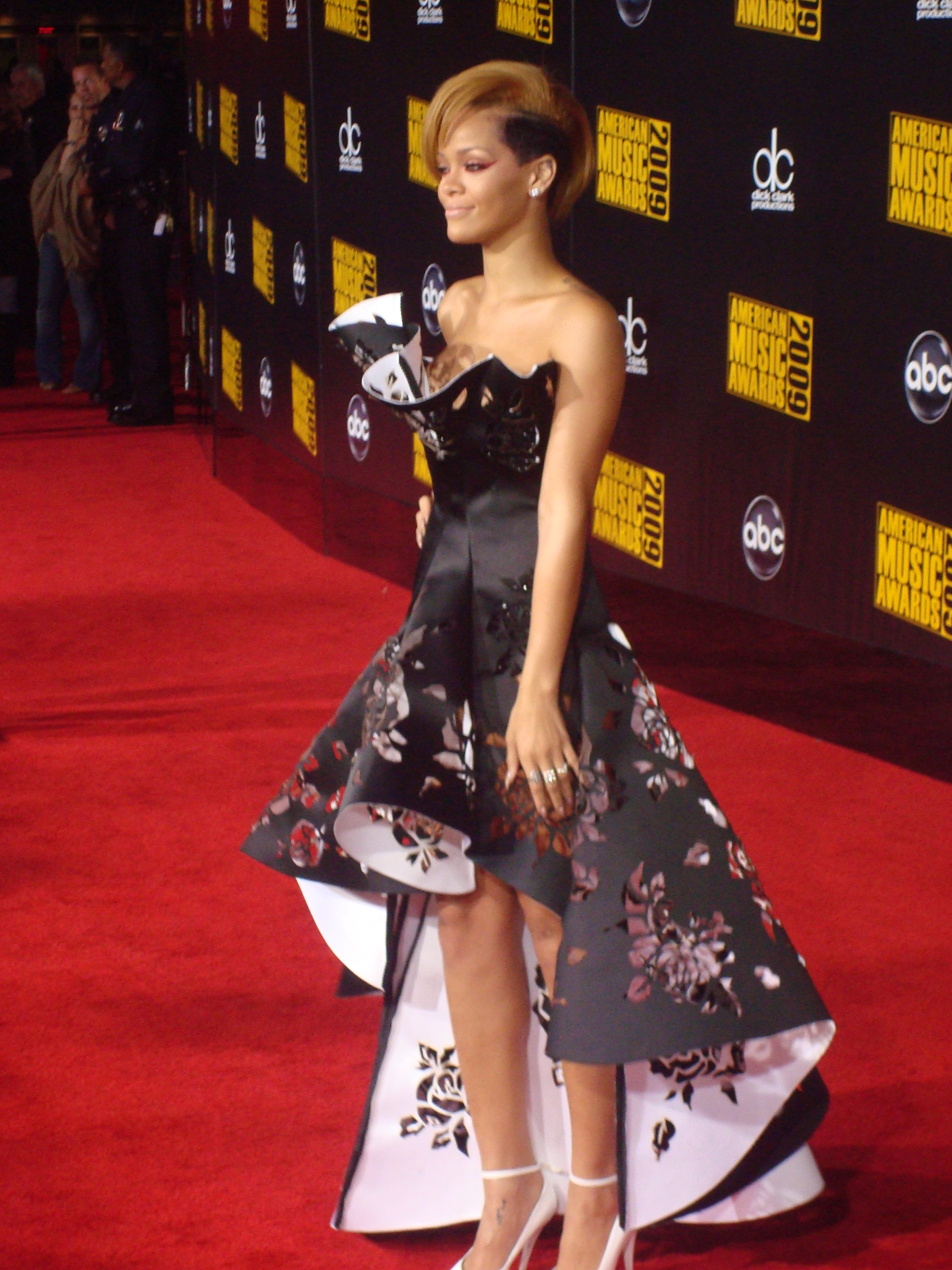
Rihanna na gali AMA 2009

8 stycznia 2009 Rihanna miała wystąpić na rozdaniu nagród Grammy. Tak się jednak nie stało, gdyż doszło do sprzeczki w samochodzie między wokalistką a jej ówczesnym chłopakiem Chrisem Brownem, który zmasakrował twarz wokalistce i bardzo ją pobił. Rihanna wystąpiła na drogę sądową, co skończyło się zakazem zbliżania dla Chrisa Browna do dziewczyny. W tej sytuacji Rihanna anulowała plany na wydanie wspólnej płyty z Chrisem Brownem, która miała zawierać wspólne ballady. Piosenkarka weszła do studia, zaczynając od zera, pracując nad zupełnie nowym albumem odzwierciedlającym jej mroczną przeszłość.
Rihanna wystąpiła jako centralna postać w teledysku Kanye Westa „Paranoid”. Współpracowała także z Jayem-Z i Westem nad „Run This Town”, który na liście Billboard Hot 100 uplasował się na pozycji drugiej, a także znalazł się w pierwszej dziesiątce w dziesięciu innych krajach. Singiel ten wygrał dwie nagrody Grammy w kategorii Najlepsza kolaboracja rapowo-wokalna oraz Najlepsza piosenka rapowa. Czwarta płyta nosząca nazwę Rated R została wydana w listopadzie 2009. Rolling Stone wydał pozytywną opinię pisząc, że „Rihanna zmieniła dźwięki i jest to najlepsza płyta pop roku”. Album zadebiutował na pozycji numer cztery na Billboard 200 i uzyskał status platynowej płyty przez Recording Industry Association of America (RIAA) sprzedając się w nakładzie powyżej miliona. Pierwsze trzy single „Russian Roulette”, „Hard” i „Rude Boy” osiągnęły pozycję w pierwszej dziesiątce na Billboard Hot 100. Ten ostatni prócz pięciotygodniowego utrzymania się na pozycji pierwszej na amerykańskiej liście osiągnął pierwsze miejsce na australijskiej liście oraz miejsce w pierwszej dziesiątce w Wielkiej Brytanii, Irlandii, Nowej Zelandii i Szwajcarii oraz sprzedał się w nakładzie 4679 tys. do końca 2010. Czwarty singel „Rockstar 101” osiągnął drugą pozycję na Hot Dance Club Songs, a utwór „Te Amo” zadebiutował w pierwszej czterdziestce w Europie, z czego na czternastej pozycji na UK Singles Chart. W celu promocji albumu wokalista rozpoczęła trasę Last Girl on Earth Tour.

### 2010–2012:LoudiTalk That Talk

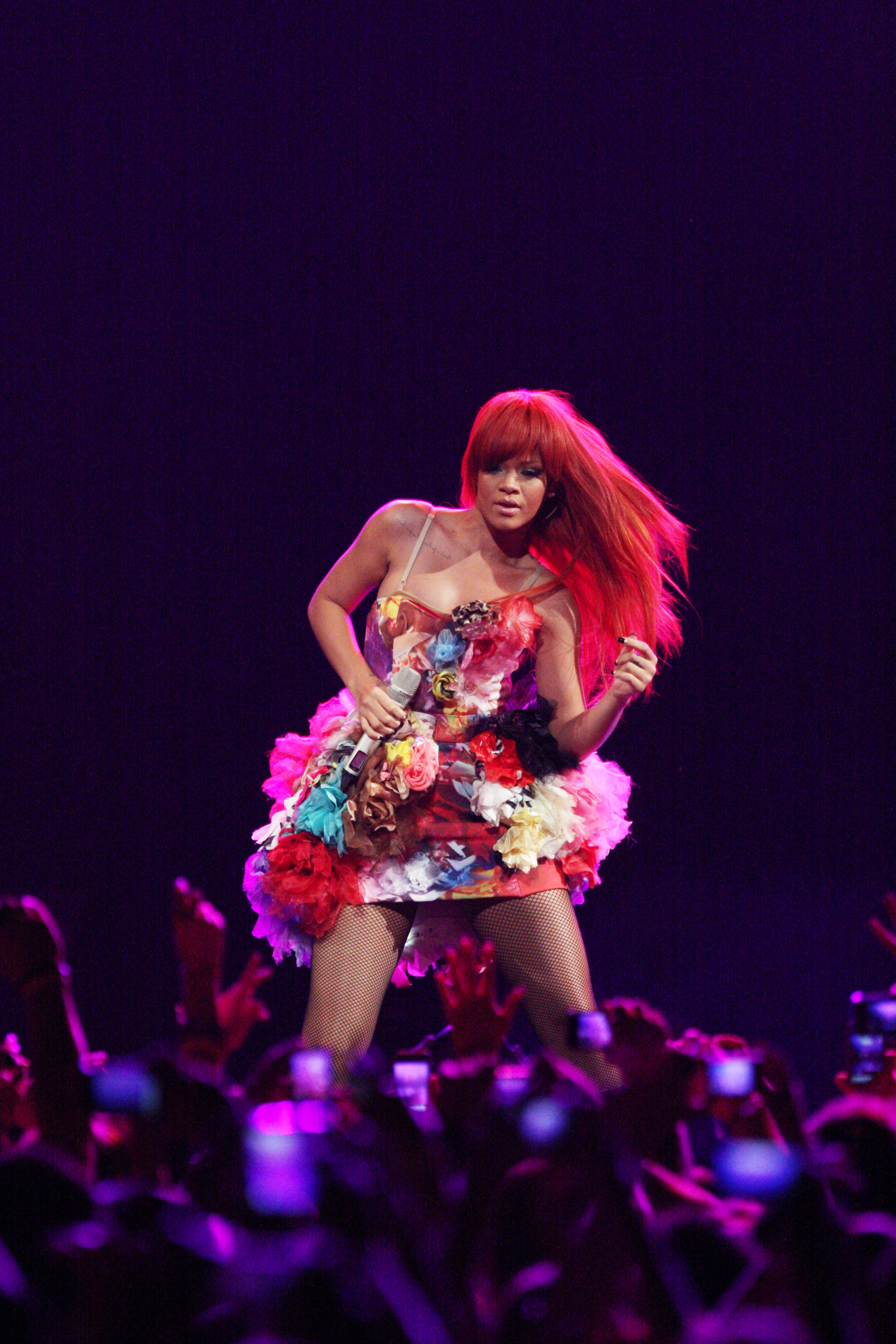
Rihanna podczas koncertu w Sydney w Australii 4 marca 2011

W kwietniu 2010 David Guetta udostępnił krótki fragment utworu nagranego wraz z Rihanną. Później okazało się, że Rihanna pracowała wówczas nad nowym piątym albumem, który miała wydać jesienią 2010. Przy współpracy nad albumem, oprócz Guetty, podjęli się również: Taio Cruz, Alex da Kid, Sean Garrett i Ne-Yo. W sierpniu ogłoszono, że pierwszym singlem z nowego albumu będzie piosenka nagrana z Davidem Guettą, która wstępnie nazywa się „Adrenalin Rush”. Jednak wytwórnia Rihanny zmieniła zdanie i pierwszym singlem z nowego albumu stała się piosenka „Only Girl (In the World)”. Piosenka miała swoją premierę 7 września, 2010. Wyprodukowana została przez Stargate, norweską grupę producentów muzycznych, którzy wcześniej wyprodukowali już artystce takie hity jak: Don’t Stop the Music i Hate That I Love You. Piosenka dotarła do miejsca pierwszego w Stanach, Australii, Kanadzie i Wielkiej Brytanii. Utwór zdobył statuetkę za „Najlepsze nagranie Dance” podczas 52 gali rozdania nagród Grammy Awards. Z dniem 19 listopada 2010 Rihanna wydała swój piąty album zatytułowany Loud. Drugi singiel z płyty „What’s My Name? z gościnnym udziałem Drake’a wspiął się na pierwsze miejsce Billboard Hot 100. Osiągnął pierwsze miejsce, przed pierwszym singlem „Only Girl (In the World)”, co zdarzyło się pierwszy raz w historii Billboard Hot 100.
5 grudnia 2010 na UK Singles Chart trzy piosenki Rihanny znalazły się w pierwszej dziesiątce: „Only Girl (In the World)” na pozycji siódmej, „What’s My Name?” na ósmej i singiel Davida Guetty „Who's That Chick?” na dziewiątym. Sytuacja powtórzyła się 9 stycznia 2011, kiedy to „What’s My Name?” osiągnął pozycję pierwszą, „Only Girl (In The World)” spadło na pozycję dziewiątą, a „Who’s That Chick?” na dziesiątą.
9 stycznia 2011 „What’s My Name?” osiągnął pozycję pierwszą na UK Singles Chart, dając Rihannie jako jedynej artystce w historii pięć singli numer jeden w Wielkiej Brytanii. W 2007 „Umbrella” stała się pierwszym numerem jeden w UK, następnie „Take a Bow” w 2008 drugim, „Run This Town” w 2009 trzecim, a „Only Girl (In the World)” czwartym w 2010.
W kwietniu 2011 remix „S&M” z udziałem Britney Spears wspiął się na pierwszą pozycję Billboard Hot 100, stając się dziesiątym numerem jeden Rihanny w Stanach. Kolejno single, które osiągnęły szczyt w Stanach to: SOS” w 2006, „Umbrella” w 2007, „Take a Bow”, „Disturbia” i „Live Your Life” w 2008, „Rude Boy”, „Love the Way You Lie”, What’s My Name?” i „Only Girl (In the World)” w 2010 oraz „S&M” w 2011. Rihanna stała się najmłodszą artystką, która tego dokonała, pokonując jednocześnie rekord Mariah Carey.

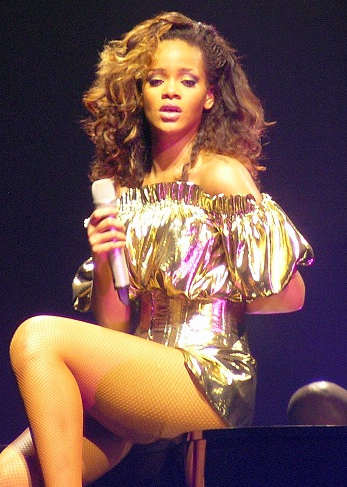
Rihanna w Belfaście podczas trasy The LOUD Tour 30 września 2011.

Piosenkarka w dniu swoich 23 urodzin, czyli 20 lutego 2011 wystąpiła na NBA All-Star Game w Staples Center, w LA.
W październiku 2011, Rihanna zaśpiewała w dwóch piosenkach: „Princess of China” zespołu Coldplay i „Fly” z repertuaru Nicki Minaj. W tym samym miesiącu pojawiła się w roli gościnnego jurora w programie The X Factor. Pomagała ona L.A. Reid podczas domów jurorskich.
Początkowe plany piosenkarki na rok 2011 miały obejmować wydanie reedycji piątego albumu Loud. 15 września Rihanna ogłosiła, że do tego nie dojdzie, a w zamian powstanie nowy album. Jego wydanie zostało zapowiedziane na 21 listopada 2011. Zostało też potwierdzone to, że płyta będzie dostępna w dwóch edycjach: standardowej i deluxe. 22 września Rihanna wydała pierwszy singel z nowej płyty „We Found Love”. Został on wydany w formacie digital download w USA w tym samym dniu. Gdy singel znalazł się na pozycji 9 na US harts, Rihanna stała się pierwszą solową artystką w historii, której 20 utworów znalazło się w pierwszej dziesiątce Hot 100 Top-Ten Singles. Czyniąc to, artystka jednocześnie pokonała poprzedni rekord ustalony przez Madonnę. W ostatnim kwartale 2011, „We Found Love” stało się jedenastym utworem numerem jeden Rihanny, na Billboard Hot 100. Piosenka utrzymywała się na liście na pozycji 1. przez jedenaście tygodni, jednocześnie pokonując między innymi rekord ustanowiony przez Adele (7 tygodni) i będąc singlem najdłużej utrzymującym się na pozycji pierwszej w roku 2011. W 2012 teledysk do singla został nagrodzony na MTV Awards statuetką „Teledysk roku”. Tym samym Rihanna stała się pierwszą kobietą z dwoma statuetkami za tę kategorię na MTV gali.
Kolejnym singlem z płyty Talk That Talk został utwór „You da One”. Został on wydany w dniu 11 listopada 2011. 23 grudnia artystka udostępniła wideoklip promujący singel. Utwór dotarł do pozycji 14. Billboard Hot 100. W międzyczasie Rihanna wystąpiła gościnnie w singlu Drake’a „Take Care”, do którego nagrano teledysk. Trzecim singlem została piosenka tytułowa „Talk That Talk”. Początkowo Rihanna pracowała nad teledyskiem do utworu jednak z niewiadomych przyczyn prace te zostały anulowane. Mimo to dotarł do pozycji 31. na Billboardzie. W Kanadzie dotarł do pozycji 30., w UK Singles Chart na pozycję 25., natomiast w Szwecji na pozycję 11. Czwartym singlem został remiks „Birthday Cake” wspólnie nagrany z byłym chłopakiem Rihanny Chrisem Brownem. Singiel miał premierę radiową 6 marca w amerykańskim radiu. Wywołał kontrowersje, gdyż trzy lata wcześniej pomiędzy Rihanną a Chrisem doszło do fizycznej sprzeczki. Singiel stał się popularny głównie w USA gdzie dotarł na 24 miejsce na Billboardzie Hot 100, uzyskując status złotej płyty. Piątym w USA, a trzecim międzynarodowym singlem został „Where Have You Been”. Teledysk do utworu uważany jest za jeden z najlepszych w karierze Rihanny. Piosenka została hitem docierając do Top 5 list przebojów w ok. 15 krajach. W Brazylii osiągnęła pierwszą pozycję, a w Kanadzie i USA – piątą. Ostatnim singlem z albumu został Remix piosenki „Cockiness (Love It)” nagrany wspólnie z A$APem ROCKYm.

### 2012–2013:Unapologetici trasa koncertowa

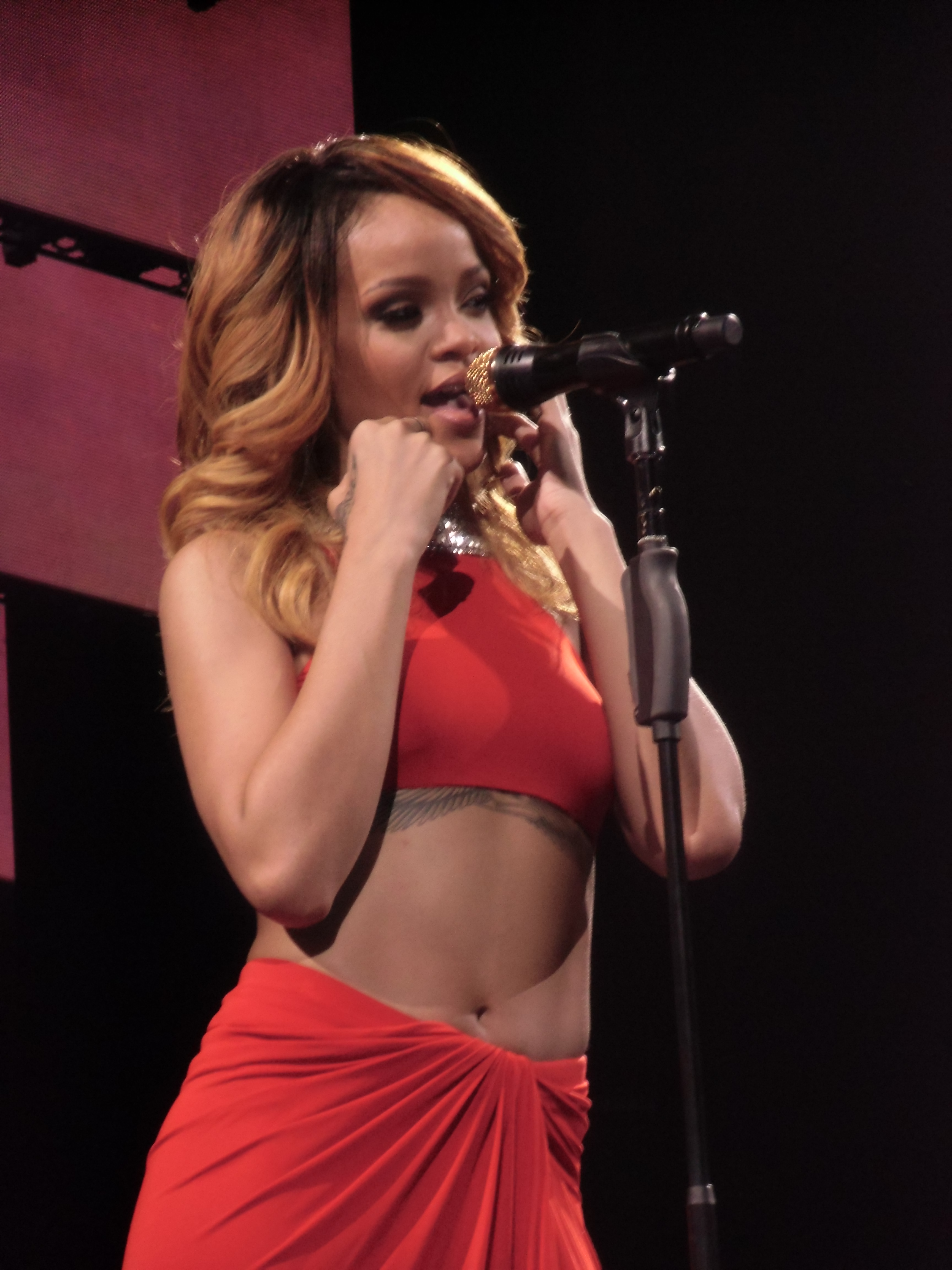
Rihanna w 2013 podczas trasy Diamonds World Tour

26 września 2012 został wydany pierwszy singiel o nazwie „Diamonds” promujący siódmy album studyjny Rihanny. Osiągnął sukces utrzymując się trzy tygodnie z rzędu na liście Billboard Hot 100. Za sprawą umieszczenia go na pierwszym miejscu Rihanna wyrównała rekord Madonny (a przebiła Whitney Houston) mając 12 singli na szczycie listy Billboard Hot 100. Siódmy album nagrywany od czerwca 2012 wydany został 19 listopada tego roku. 8 marca 2013 rozpoczęła się piąta dotychczas trasa koncertowa pod nazwą Diamonds World Tour. Trasa rozpoczęła się w Stanach Zjednoczonych w Buffalo. Tytuł i okładka siódmego albumu Rihanny została ujawniona 11 października 2012 o godzinie 16:00 czasu polskiego. 19 listopada 2012 odbyła się światowa premiera siódmego albumu Rihanny Unapologetic. Album pojawił się w edycji standard, deluxe oraz super deluxe. Edycja super deluxe pojawiła się podczas świąt bożonarodzeniowych. Album Unapologetic promowany był podczas trasy koncertowej Rihanny 777 Tour. Artystka w ciągu 7 dni odwiedziła 7 miast, a na każdym koncercie było 777 fanów. Trasa rozpoczęła się 14 listopada 2012 w Meksyku, a zakończyła 20 listopada w Nowym Jorku. 9 stycznia Rihanna ujawniła, że kolejnym singlem z albumu zostanie „Stay”, a singlem radiowym wydanym tylko w Stanach Zjednoczonych „Pour It Up”. Między 10 a 11 lutego odbyła się gala rozdania nagród Grammy. Rihanna zdobyła dzięki przebojowi „We Found Love” statuetkę w kategorii „Najlepszy klip krótkometrażowy”. Rihanna była też nominowana w dwóch innych kategoriach. Kolejnymi singlami wydanymi tylko radiowo zostały piosenki „Loveeeeeee Song” oraz „Right Now” z gościnnym udziałem Davida Guetty. 29 sierpnia 2013 nowym singlem została ballada z rockowymi brzmieniami „What Now”. Powstał do niej również teledysk kręcony w Tajlandii. Piosenka wspięła się na miejsce 25 w Stanach Zjednoczonych, oraz 21 w Australii i Anglii. 29 października 2013 Eminem potwierdził, że piosenka „The Monster” w której gościnnie użyczyła głosu Rihanna zostanie jego czwartym singlem z ostatniej płyty. Piosenka po wydaniu teledysku szybko stała się światowym hitem plasując się na pozycji 1 w ponad szesnastu krajach, między innymi w Polsce. Piosenka wspięła się również na szczyt amerykańskich list przebojów, tym samym stając się trzynastym numerem 1 Rihanny w tym kraju. Obecnie Rihanna jest na trzecim miejscu z największą liczbą singli na szczycie notowań w tym kraju. Lepsi od niej są tylko zespół The Beatles (20 singli na szczycie) i Mariah Carey (18 singli numer 1). Na początku 2014 roku sukcesy na listach przeboju w Oceanii zaczęła odnosić piosenka „Jump” pomimo braku jej promocji. Osiągnęła ona miejsce 5 w Australii oraz 10 w Nowej Zelandii. 24 stycznia została ona oficjalnie uznana za siódmy singiel z albumu Unapologetic. Podczas tegorocznej gali nagród Grammy Rihanna została nagrodzona jedną statuetką za swój ostatni album „Unapologetic”. Tym samym wokalistka w swojej kolekcji ma już 7 nagród Grammy. 13 stycznia wyciekła piosenka Shakiry z gościnnym udziałem Rihanny zatytułowana “Can’t Remember to Forget You”. 30 stycznia 2014 został opublikowany teledysk, który zaledwie dobę po publikacji został obejrzany 17 milionów razy na portalu You Tube. Piosenka we wrześniu 2014 łącznie została obejrzana 400 milionów razy stając się drugim singlem najczęściej oglądanym w 2014 zaraz po singlu Katy Perry „Dark Horse”.

### 2013–2016:HomeiANTI

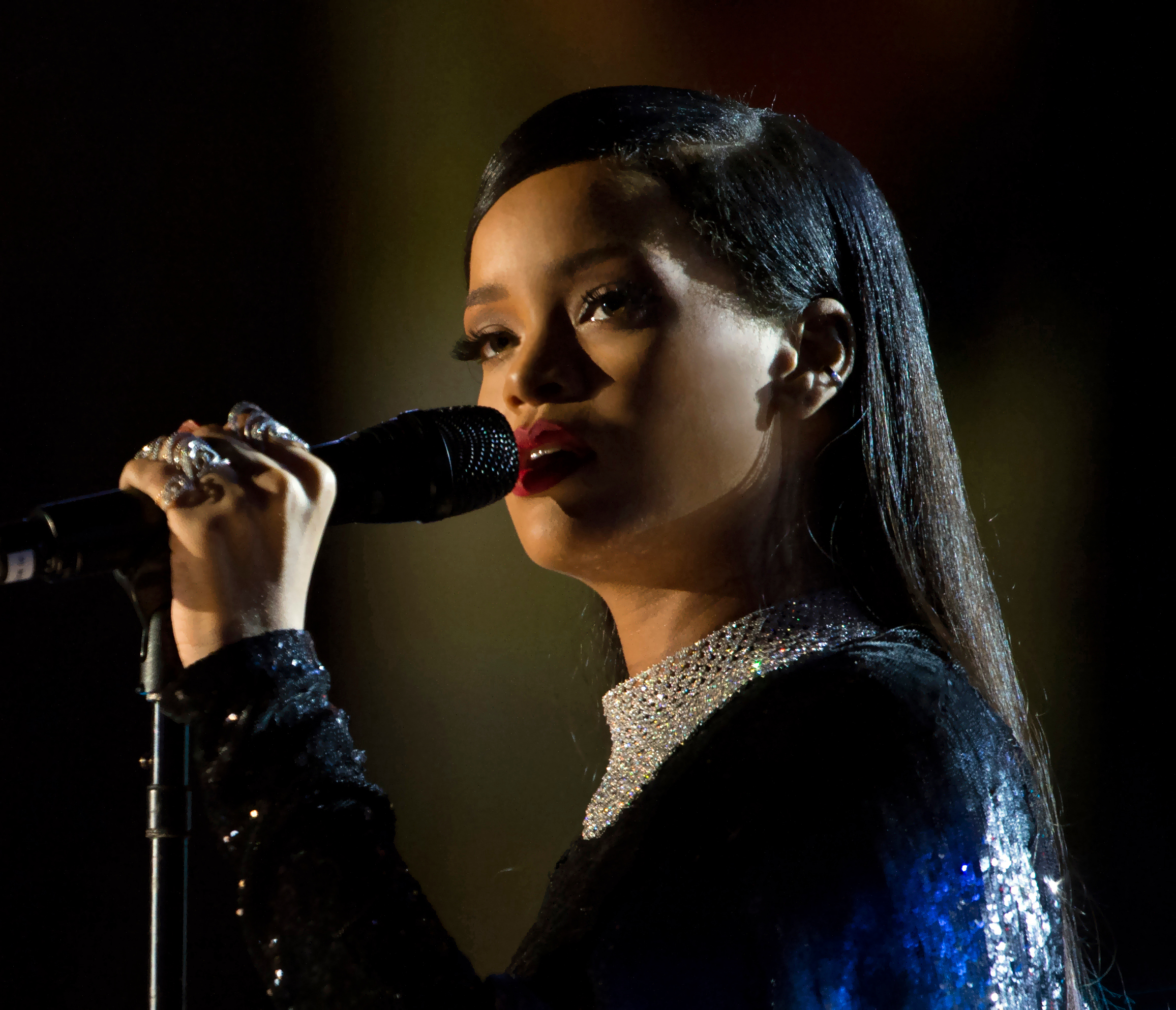
Rihanna na koncercie dla Valor w Waszyngtonie 11 listopada 2014

W grudniu 2013 raper Pitbull ujawnił w wywiadzie, że chciał zaśpiewać swój hit „Timber” z Rihanna, jednak ta odmówiła, gdyż pracowała wtedy z Shakirą nad jej nowym singlem „Can’t Remember to Forget You”. Singiel pojawił się w styczniu 2014 na albumie Shakiry. W tym samym miesiącu ogłoszone zostało, że Rihanna pracuje nad nowym albumem m.in. z DJ Mustardem, Davidem Guettą, Darkchildem i Nicky Romero. 25 lutego dyrektor generalny DreamWorks Animation, Jeffrey Katzenberg ogłosił, że Rihanna będzie dubbingowała dziewczynę o imieniu Tip w ich najnowszej produkcji Dom.
W maju 2014 odeszła z wytwórni Def Jam, w której nagrywała wszystkie swe poprzednie płyty, i podpisała kontrakt z Roc Nation. 24 stycznia 2015 zamieściła na Twitterze piosenkę „FourFiveSeconds”, którą nagrała z Kanye Westem i Paulem McCartneyem. 26 marca odbyła się premiera kolejnego utworu o nazwie „Bitch Better Have My Money”, do której nakręciła teledysk. W kwietniu zaprezentowała utwór „American Oxygen”, którego producentem został Kanye West. 3 grudnia 2015 ogłosiła trasę koncertową pt. ANTI World Tour, która trwała od 12 marca i do 21 sierpnia 2016 i obejmowała 72 koncertów w Ameryce Północnej i Europie.
27 stycznia 2016 umieściła na portalu Tidal singiel „Work”, który dotarł do pierwszego miejsca notowania Billboard Hot 100 i spędził dziewięć tygodni na liście. Tym samym stała się drugą kobietą z największą liczbą singli numer 1 na amerykańskiej liście przebojów. Utwór ponadto dotarł do pierwszych miejsc list przebojów w kilkunastu krajach na świecie. Rihanna zapowiadała singlem swój album pt. ANTI, który ukazał się 28 stycznia 2016. Piosenkarka początkowo umożliwiła fanom odsłuch płyty za darmo, później wprowadziła ją do sprzedaży fizycznej i cyfrowej. Album dotarł do pierwszego miejsca listy Billboard 200. Rihanna promowała płytę również singlami „Kiss It Better” i „Needed Me”.

### 2016–2022: Przerwa od muzyki

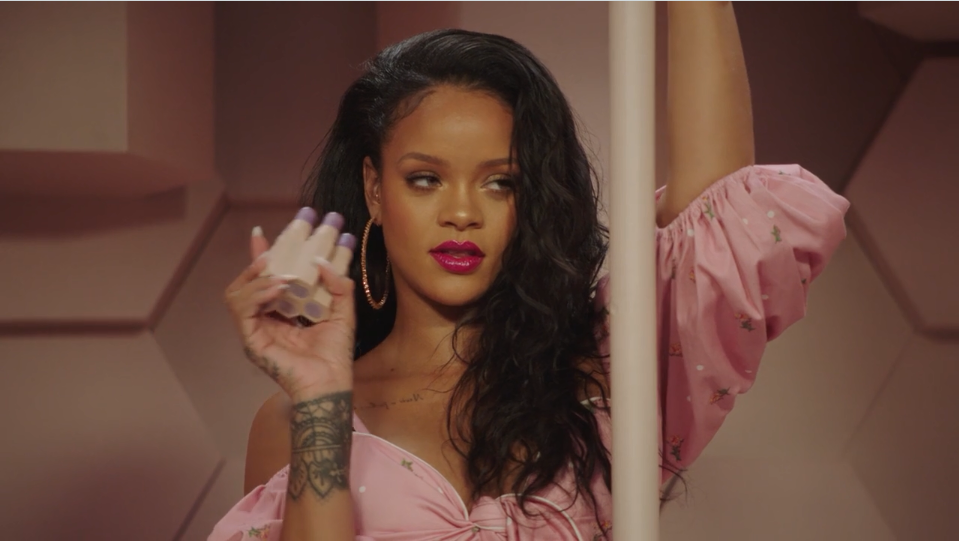
Rihanna w materiale promującym jej markę kosmetyczną Fenty Beauty

W 2017 poinformowano, że Rihanna założy markę kosmetyczną przy współpracy z firmą LVMH. Sprzedaż pierwszych kosmetyków marki Fenty Beauty rozpoczęła się 8 września 2017, a głównym dystrybutorem produktów była firma Sephora (do Polski kosmetyki trafiły 7 września 2018). Linia produktów zdobyła uznanie wśród odbiorców, szczególnie ze względu na szeroką gamę odcieni do podkładu makijażowego. Pod koniec 2017 marka wypuściła nowy rodzaj szminek, a w 2018 do sprzedaży trafiły produkty rozświetlające (m.in z okazji 30. urodzin Rihanny). W 2019 wyprowadzono drugą serię podkładów makijażowych (tym razem w pięćdziesięciu odcieniach) oraz przyrządy kosmetyczne m.in.: pędzle i gąbki do makijażu. W pierwszym miesiącu marka odnotowała zysk 72 milionów dolarów, a w 2022 magazyn Forbs oszacował jej wartość na 2,8 miliarda dolarów. Marka znalazła się na liście 25 najlepszych wynalazków 2017 roku według tygodnik Time oraz otrzymała nagrodę za debiut roku przyznawaną przez magazyn Women's Wear Daily. 
W 2018 Rihanna wspólnie z TechStyle Fashion Group stworzyła markę Savage X Fenty, która specjalizuje się w sprzedaży bielizny oraz odzieży domowej. Pierwsze produkty marki trafiły do dystrybucji 11 maja 2018, a w ciągu miesiąca od premiery kolekcja została wyprzedana. W 2018 podczas New York Fashion Week doszło do pierwszego pokazu Savage X Fenty Show. Drugi pokaz odbył się rok później, ponownie podczas Fashion Week w Nowym Jorku i był nagrywany przez Amazon Prime Video, na potrzeby produkcji filmowej. Film dokumentalny obrazujący wydarzenia z pokazu mody został opublikowany 20 września 2019 i otrzymał nominację do Nagrody Emmy. W związku z dużym zainteresowaniem show, pokazy Savage X Fenty odbył się ponownie kolejno w: 2020, 2021 i 2022; i były nagrywane, a następnie dystrybuowane przez Amazon Prime Video. Oprócz organizacji samego pokazu Rihanna pełniła rolę producenta wykonawczego oraz dyrektora kreatywnego produkcji filmowych z show. W 2022 Rihanna ogłosiła, że dojdzie do otwarcia sklepów stacjonarnych jej marki ubraniowej, a pierwsze z nich zostały stworzone w tym samym roku na terenie Stanów Zjednoczonych. 

### 2022: „Lift Me Up" i Super Bowl LVII halftime show
We wrześniu 2022 poinformowano, że Rihanna wystąpi jako główna gwiazda podczas muzycznej przerwy na 57. meczu Super Bowl. Występ odbył się 12 lutego 2023 i stał się jej pierwszym występem muzycznym na żywo od 2018 roku. Podczas show piosenkarka wykonała 12 piosenek, w tym m.in.: „Only Girl (In The World)”, „We Found Love”, „Pour It Up”, „All of the Lights”, „Run This Town”, „Umbrella” oraz „Diamonds”. Wydarzenie zostało obejrzane przez 118,7 mln widzów i tym samym stało się drugim najczęściej oglądanym występem podczas meczu Super Bowl w historii. W pierwszym tygodniu po występie pięć albumów Rihanny znalazło się na liście Billboard 200, a liczba jej streamów na platformie Spotify wzrosła o ponad 640%. 
18 października 2022 poinformowano, że Rihanna nagrała dwie piosenki do filmu Czarna Pantera: Wakanda w moim sercu. Pierwsza z nich zatytułowana „Lift Me Up" została opublikowana 28 października 2022 i otrzymała pozytywne recenzje. Utwór dodarł na drugie miejsce listy Billboard 100 oraz otrzymał liczne nominację do filmowych nagród m.in.: Oscara, Złotego Globu, Nagrody Satelity oraz Critics' Choice Movie Awards. Druga piosenka nagrana na potrzeby filmu pt. „Born Again” została opublikowana wraz z całą ścieżką dźwiękową 4 listopada 2022. 23 lutego 2023 poinformowano, że Rihanna wykona piosenkę „Lift Me Up" podczas 95. ceremonii wręczenia Oscarów.

## Życie prywatne

### Pobicie przez Chrisa Browna

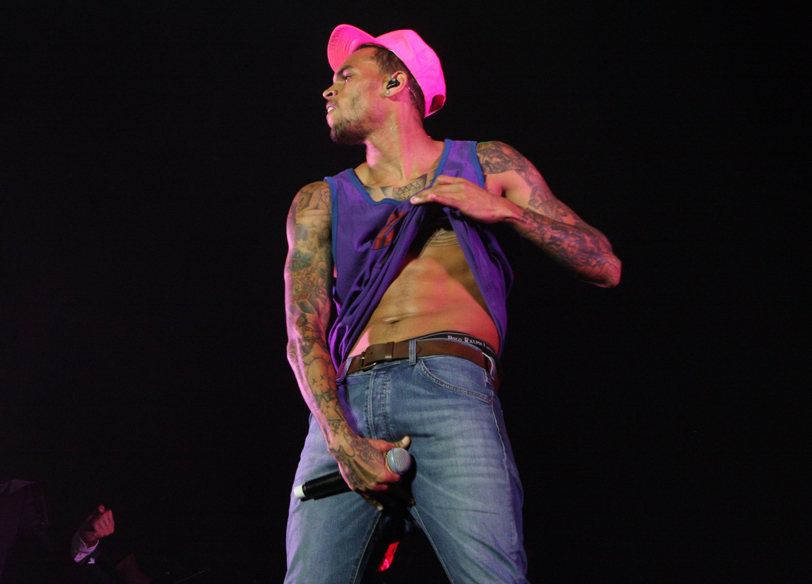
Chris Brown w 2012

8 lutego 2009 odwołała swój występ na 51. gali Grammy Awards. Z raportów składanych tego samego dnia wynikało, że doszło do sprzeczki między piosenkarką a jej ówczesnym chłopakiem, piosenkarzem Chrisem Brownem, którego aresztowano pod zarzutem składania gróźb. 5 marca 2009 Brown został oskarżony o napaść i próbę składania pogróżek.

Ze względu na ujawnienie zdjęć z Los Angeles Police Department magazyn TMZ ujawnił zdjęcia Rihanny z widocznymi obrażeniami, z tego względu agencja STOParazzi zaproponowała „Prawo Rihanny” po to, aby „powstrzymywać pracowników organów ścigania do publikacji zdjęć lub informacji, które wykorzystują ofiary przestępstw. „Gil Kaufman na kanale VH1 wypowiedział się na temat zdarzenia: 

Non-stop publikują kwestię dotyczące wypadku Rihanny/Browna w prawie wszystkich większych stacjach informacyjnych, gdzie decydują się na ujawnienie tożsamości ofiar, co nie jest zazwyczaj wykonywane w przypadku przemocy w rodzinie” oraz kontrowersyjnie skomentował wyciekłe fotografie.

22 czerwca 2009 wezwano Rihannę do przesłuchań w Los Angeles. „Wezwano Rihannę do sądu. Zgodzę się na to w jej imieniu” poinformował US Weekly Donald Etra, prawnik wokalistki. 22 czerwca 2009 podczas rozprawy skazano Chrisa na 5 lat więzienia w zawieszeniu i zakazano mu się zbliżać na pięćdziesiąt metrów od artystki, w wydarzeniach publicznych odległość tę zmniejsza się do dziesięciu metrów. Po zdarzeniu Brown przeprosił piosenkarkę, a ta stwierdziła, że nie żywi do niego nienawiści. Media spekulowały jednak, że całe wydarzenie odbiło się bardzo mocno na emocjach wokalistki, która faktycznie powróciła do normalnej pracy dopiero po kilku miesiącach.

### Związki

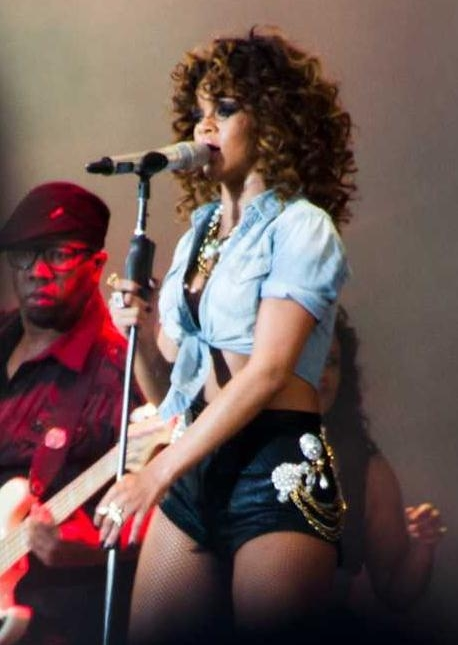
Rihanna na V Festival w 2011

Od grudnia 2010 do 2011 Rihanna spotykała się z Mattem Kempem – gwiazdą baseballu z klubu Dodgers (Los Angeles).
Również kanadyjski raper Drake twierdził, że spotyka się z piosenkarką. Miało to miejsce po zerwaniu z Chrisem Brownem w 2009.
W roku 2012 media spekulowały na temat ponownego zejścia się Rihanny i Chrisa Browna. W swoim wywiadzie w styczniu 2013 Rihanna potwierdziła, że ożył jej związek z Chrisem Brownem, choć Brown pozostawał nadal w okresie próby po incydencie „przemocy domowej” jaki miał miejsce w 2009. W wywiadzie z maja 2013 Brown stwierdził, że on i Rihanna ponownie ze sobą zerwali.
W 2015 media spekulowały na temat jej romansu z aktorem Leonardo DiCaprio. Pojawiły się również doniesienia o tym, że para zamieszkała ze sobą w rezydencji aktora. Rihanna poznała DiCaprio w 2011.
Od 2017 była w związku z saudyjskim biznesmenem Hassanem Jameelem. Rozstali się w 2020, a za powód podawano m.in. fakt, że Jameel próbował ją kontrolować.
31 stycznia 2022 media ogłosiły, że Rihanna jest w ciąży z raperem ASAP Rocky. W maju 2022 potwierdzono, że urodziła syna o imieniu Rza Athelston. W sierpniu 2023 urodziła drugiego chłopca o imieniu Riot Rose. W maju 2025  na gali MET ogłosiła, że spodziewa się trzeciego dziecka.

### Problemy zdrowotne
W dzieciństwie cierpiała z powodu silnych bólów głowy, przez co lekarze podejrzewali guza mózgu. Piosenkarka przeszła kilka tomografii w wieku od 8 do 14 roku życia.
W drugiej połowie 2011, Rihanna anulowała dwa koncerty zaplanowane w ramach trasy Loud Tour, które miały się odbyć w Szwecji w Malmö w dniu 31 października i 1 listopada w Sztokholmie. Piosenkarka została hospitalizowana z powodu wycieńczenia. Wróciła na scenę 4 listopada w Hanowerze (Niemcy). W maju 2012, po festiwalu Coachella, była ponownie hospitalizowana z powodu wyczerpania.

## Działalność społeczna
W 2006 Rihanna założyła stowarzyszenie Believe (Uwierz), które pomaga dzieciom w potrzebie na całym świecie. Stowarzyszenie ma na celu „pomaganie młodym ludziom w dostępie do edukacji, oraz ich wspieranie finansowe, społeczne i medyczne wówczas gdy i tam gdzie jest ono potrzebne”. Jednak działania tej organizacji skupiają się w pierwszym rzędzie na pomocy dzieciom dotkniętym chorobami nowotworowymi takimi jak białaczka, szczególnie potrzebującym transplantacji szpiku kostnego. Od 2008 fundacja Believe współpracuje z amerykańskim oddziałem niemieckiej fundacji DKMS. W 2007 Rihanna zaangażowała się w starania by znaleźć dawcę szpiku kostnego dla pięcioletniej dziewczynki Jasmina Amena. Rihanna odwiedzała często Jasminę w szpitalu, po raz ostatni w listopadzie 2009, gdyż Jasmina zmarła 27 stycznia 2010. W 2008 poprzez fundację DKMS pomogła znaleźć dawcę szpiku kostnego dla 41-letniej Lisy Gershowitz Flynn, jednocześnie starając się w ten sposób zwiększyć świadomość społeczną, jak ważne jest to, by ludzie chcieli zostawać dawcami (faktycznie po opublikowaniu informacji, że Rihanna poszukuję dawcy szpiku kostnego dla L. G. Flynn do fundacji DKMS zgłosiło się kilka tysięcy potencjalnych dawców). W tym okresie Rihanna przeprowadziła też z fundacją Believe charytatywne minitournée. W 2008 wsparła kampanię H&M promując charytatywną linię odzieży, z której 25% dochodu przeznaczono na programy prewencyjne związane z chorobą AIDS. Także w 2008 wzięła udział w projekcie charytatywnym „Stand Up to Cancer” („Przeciwstaw się rakowi”) i wraz z innymi wokalistami śpiewała piosenkę „Just Stand Up!”. Rihanna śpiewała też wraz z Calvinem Harrisem po zakończeniu Grammy Awards w dniu 12 lutego 2012 w Los Angeles, House of Blues, w ramach koncertu charytatywnego, którego dochód został przeznaczony na szpital dla dzieci w tym mieście. Pod koniec 2012 Rihanna przekazała 3,5 miliona dolarów barbadoskich (około 1,75 miliona dolarów amerykańskich) dla placówki radioterapii przy Szpitalu Królowej Elżbiety (Queen Elizabeth Hospital) w Bridgetown na Barbadosie. W uroczystości otwarcia uczestniczyła zarówno sama Rihanna, jak i jej dziadek a odnowiony oddział przybrał nazwę Centrum Onkologii i Medycyny Nuklearnej Bratwaithe Clara – dla upamiętnienia Clary Bratwaithe, babci Rihanny, która zmarła na raka w czerwcu tego samego roku.
Po trzęsieniu ziemi na Haiti w styczniu 2010, Rihanna dołączyła do akcji „Teraz nadzieja dla Haiti” i wraz z innymi gwiazdami pojawiła się na gali związanej z pozyskiwaniem funduszy, śpiewając razem piosenkę „Stranded (Haiti Mon Amour)”. Wzięła też udział w Oprah Winfrey Show śpiewając swoją wersję utworu „Redemption Song” Boba Marleya. Wpływy z tej imprezy przekazano dla „Teraz nadzieja dla Haiti”. Po katastrofie trzęsienia ziemi, tsunami i nuklearnej w Japonii w marcu 2011 Rihanna uczestniczyła w wydaniu albumu charytatywnego, z którego bieżące wpływy przekazywane były dla Japońskiego Czerwonego Krzyża. Rihanna udostępniła w tym celu swój singiel „Only Girl (In the World)”. Piosenkarka dała również kilka innych koncertów, których dochód został przeznaczony na cele charytatywne: np. koncert w Birmingham dniu 11 lipca 2011, który odbył się z myślą o ofiarach tornada, które dotknęło stan Alabama – Rihanna przekazała wpływy z koncertu (89 tys. dolarów amerykańskich) dla miasta Tuscaloosa, aby pomóc w jego odbudowie. W dniu 10 marca 2012 Rihanna brała również udział w gali charytatywnej Brada Pitta „Make It Right” – wpływy z tej imprezy miały pomóc wszystkim rodzinom dotkniętym przez huragan Katrina, który zdewastował Nowy Orlean w 2005.
W lipcu 2007 Rihanna wystąpiła w japońskim mieście Chiba w ramach koncertów Live Earth. W 2008 wspierała kampanię „Tattoo Heart” UNICEF-u promując linię produktów Gucci. 25 procent przychodu ze sprzedaży produktów objętych tą kampanią trafiło do UNICEF-u. W dniu 18 Marca 2011 ogłoszono, że Rihanna jest jednym z uczestników kampanii Celebrity Tap w ramach UNICEF Tap Project. Kampania ta miała na celu zwrócenie uwagi na światowy kryzys związany z brakiem wody w wielu krajach i zachęcała by właściciele lokali gastronomicznych pobierali opłatę za wodę z kranu, za którą konsumenci normalnie nie płacą. Zebrane w ten sposób kwoty przeznaczono na finansowanie dostaw czystej wody w rejonach dotkniętych kryzysem. Jednocześnie każdy kto przekazał dotację na ten cel miał szansę otrzymać butelkę wody napełnioną bezpośrednio z kranu w domu Rihanny. W 2013 Rihanna przekazała niecałe 2 miliony dolarów amerykańskich dla organizacji non-profit Wolf Haven International na rzecz ochrony ginących (pod)gatunków wilków (np. wilka meksykańskiego). Sama piosenkarka przyznała, że kocha zwierzęta, od jakiegoś czasu jest szczególnie zafascynowana wilkami i jednego nawet sama zaadoptowała.
W 2012 Rihanna wsparła swoimi wypowiedziami kampanię Kony 2012. Celem tej kampanii było nagłośnienie przestępstw dokonywanych przez ugandyjskich zbrodniarzy i doprowadzenie do ich rozbrojenia i wymierzenia im sprawiedliwości.

## Opinie
W opinii projektantki mody Stelli McCartney, Rihanna to:

„…normalna osoba, nic z tego czego można by się spodziewać po młodej kobiecie podbijającej świat… pracuje ciężko, bardzo ciężko. Daje swoim fanom, przyjaciołom… nie tylko siebie, ale energię i ducha… wychodzi naprzeciw by wspierać osoby, w które wierzy. To jedna z nielicznych osób z kręgu świata sławy i celebrytów, które nie myślą wyłącznie tylko o sobie. Potrafi dać prawdziwą cząstkę siebie zwykłej osobie, którą spotka – a to rzadko kiedy się zdarza”.

## Dyskografia
| Rok  | Tytuł albumu       |
| ---- | ------------------ |
| 2005 | Music of the Sun   |
| 2006 | A Girl Like Me     |
| 2007 | Good Girl Gone Bad |
| 2009 | Rated R            |
| 2010 | Loud               |
| 2011 | Talk That Talk     |
| 2012 | Unapologetic       |
| 2016 | ANTI               |

## Filmografia
| Rok  | Tytuł                            | Rola                 | Dodatkowe informacje |
| ---- | -------------------------------- | -------------------- | -------------------- |
| 2006 | Dziewczyny z drużyny 3           | ona sama             |                      |
| 2012 | Battleship: Bitwa o Ziemię       | Cora Raikes          |                      |
| 2013 | To już jest koniec               | ona sama             |                      |
| 2014 | Annie                            | Bogini Księżyca      |                      |
| 2015 | Dom                              | Gratuity „Tip” Tucci | dubbing              |
| 2017 | Valerian i miasto tysiąca planet | Bubble               |                      |
| 2018 | Ocean’s 8                        | Nine Ball            |                      |
| 2019 | Guava Island                     | Kofi Novia           |                      |

| Rok  | Tytuł                 | Rola         | Odcinki                     |
| ---- | --------------------- | ------------ | --------------------------- |
| 2005 | Las Vegas             | ona sama     | „The Real McCoy”            |
| 2006 | Wszystkie moje dzieci | ona sama     | odcinek z 25 lipca          |
| 2017 | Bates Motel           | Marion Crane | „Dreams Die First” „Marion” |

## Trasy koncertowe
| Rok     | Tytuł trasy                   |
| ------- | ----------------------------- |
| 2006    | Rihanna: Live in Concert Tour |
| 2007-09 | Good Girl Gone Bad Tour       |
| 2010-11 | Last Girl on Earth Tour       |
| 2011    | Loud Tour                     |
| 2013    | Diamonds World Tour           |
| 2016    | ANTI World Tour               |

### Występy w Polsce

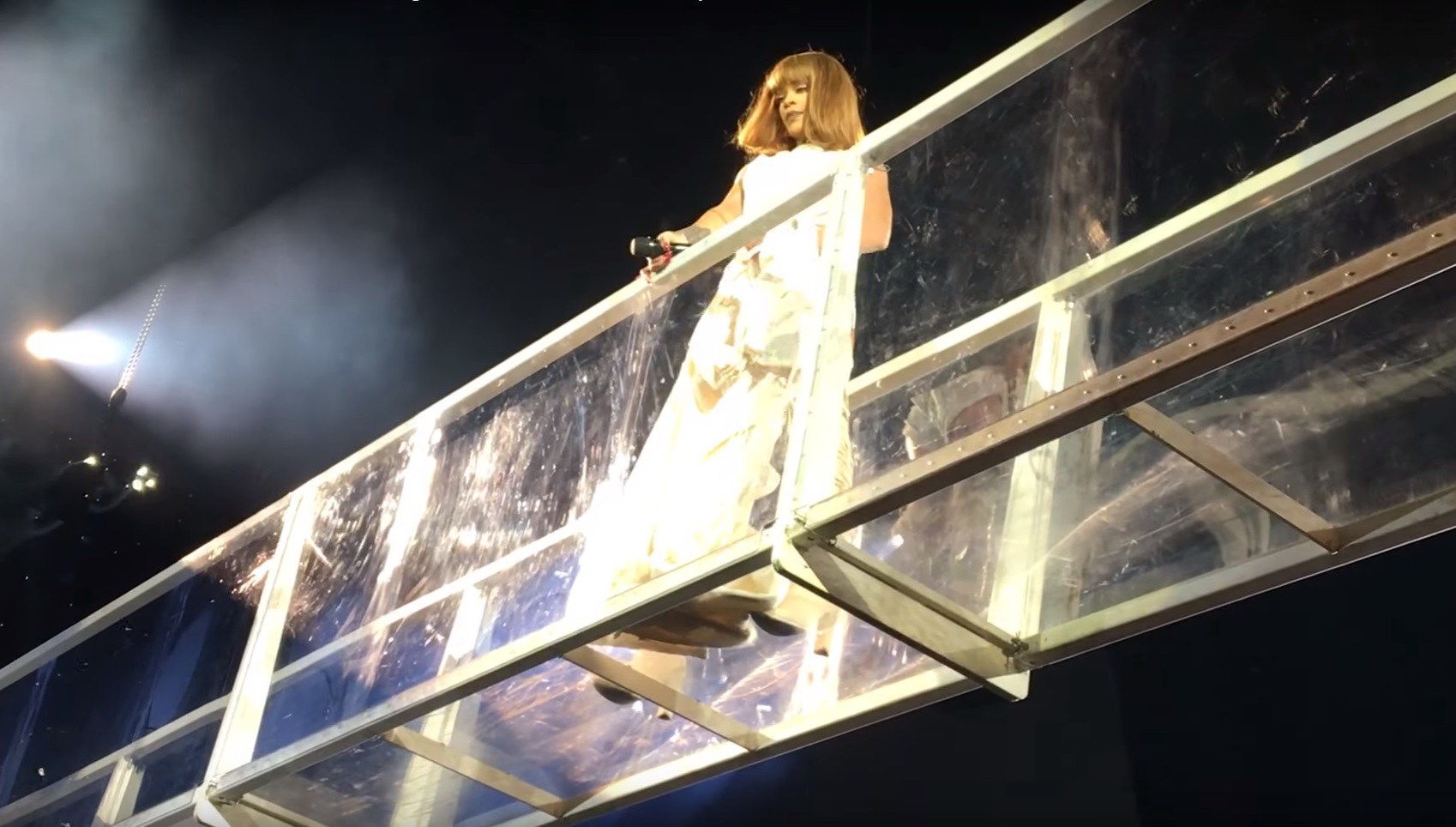
Rihanna ANTI World Tour, Warszawa 5 sierpnia 2016

Rihanna występowała do tej pory w Polsce pięciokrotnie w:
- Krakowie w ramach Coke Live Music Festival (25 sierpnia 2007)
- Warszawie w ramach trasy Good Girl Gone Bad Tour w Hali Torwar (19 marca 2008)
- Łodzi w Atlas Arenie w ramach trasy Loud Tour (6 grudnia 2011)
- Gdyni w ramach trasy koncertowej Diamonds World Tour (7 lipca 2013), na otwartym powietrzu, w dzień po kolejnej edycji Open’er Festival
- Warszawie w ramach trasy ANTI World Tour (5 sierpnia 2016) na Stadionie PGE Narodowy.

## Autobiografie
- Simon Henwood, Rihanna: Rihanna: The Last Girl on the World. Nowy Jork: Rizzoli, 2010. ISBN 978-0-8478-3511-9. Brak numerów stron w książce